# Шербет (сладость)
Шербе́т [щербет] — восточная сладость в виде бруска сливочной помадки с орехами, арахисом или изюмом. Название изделия произошло от напитка шербет. Шербет выпускается в России и СНГ со времён СССР промышленным способом.
Виды:
- Шербет молочный — с лесным орехом[5].
- Шербет ореховый — молочная помада с грецким орехом и цукатами[5].
- Шербет с цукатами[5].
- Шербет буковинский — двухцветная жировая масса с тёртым орехом, сахарной пудрой и какао-порошком[5].
- Другие виды[6]: Днепровский, Изюминка, Изюмный, Кавказский.

## Технология изготовления
Из сахара и сгущённого молока (или свежего молока) варят помадку. За 10—15 минут добавляют патоку. Готовый сироп с температурой 110—115 °C выливают на специальный стол, охлаждают до 40—45 °C и сбивают его на помадосбивальной машине или вручную до образования мелкокристаллической массы светло-коричневого цвета. Добавляют орехи и укладывают в формы, выстланные подпергаментной бумагой. После полного затвердевания помады вынимают шербет из форм.